# Trump National Doral Golf Club

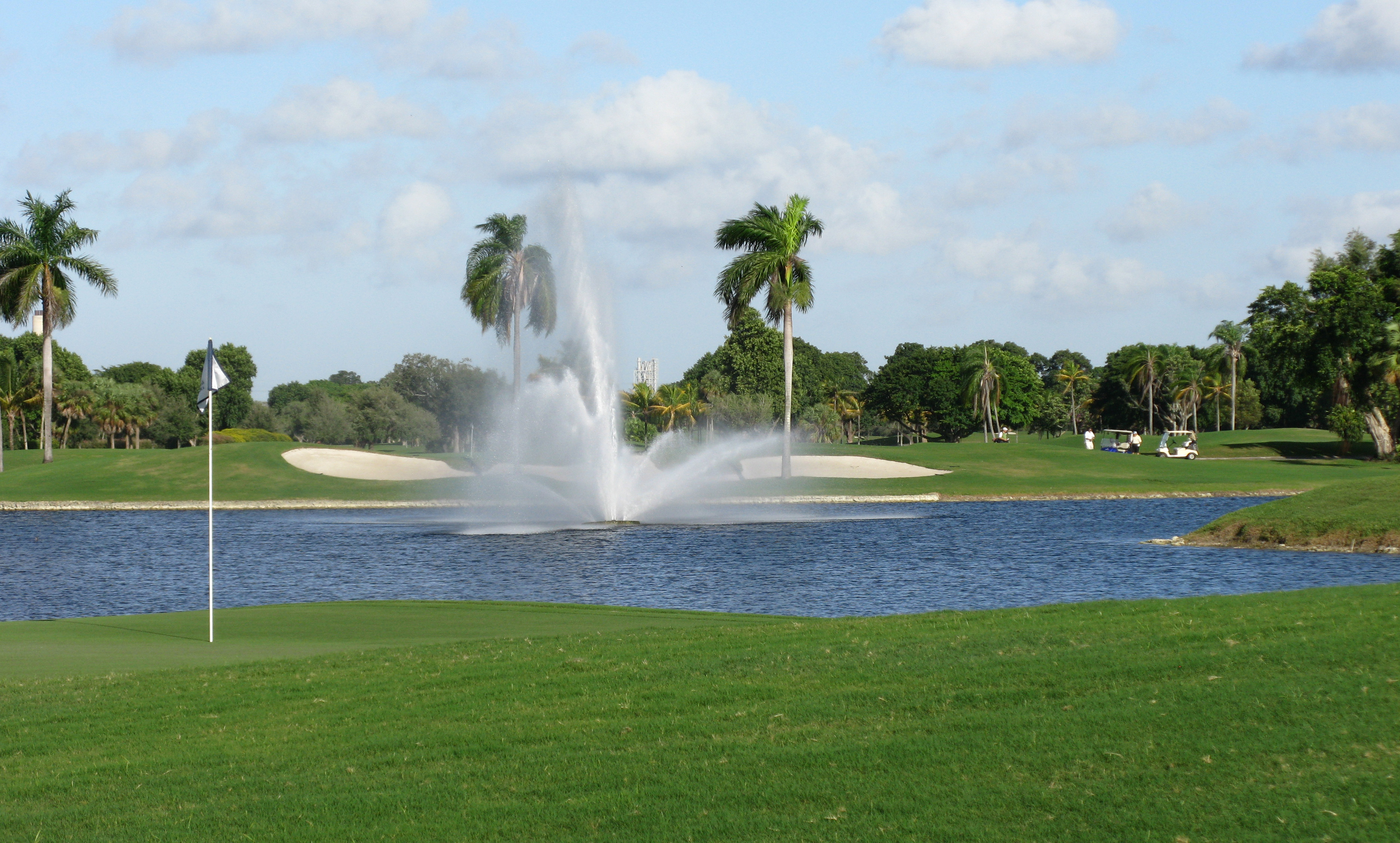
Fontänen vid 18:e hålet för golfbanan Blue Monster i november 2010.

Trump National Doral Golf Club, kan också kallas Trump National Doral Miami och Trump National Golf Club Doral, är en golfklubb som ligger i Doral, Florida i USA.
Golfklubben förfogar över fem golfbanor i Blue Monster Golf Course, Golden Palm Golf Course, Red Tiger Golf Course, Silver Fox Golf Course och White Golf Course.

## Historik
Golfklubben grundades i januari 1962 som Doral Country Club av den New York-baserade affärsmannen Alfred L. Kaskel och dennes fastighetsbolag Carol Management. Den fick senare namnet Doral Resort & Country Club. År 1994 blev Kohlberg Kravis Roberts-kontrollerade golfoperatören KSL Recreation Corporation majoritetsägare i golfklubben för 100 miljoner amerikanska dollar. Tio år senare blev KSL uppköpta av CNL Hospitality Properties (senare med namnet CNL Hotels & Resorts), som ägdes av investmentbolaget CNL Financial Group, och som omedelbart anlitade   hotellkedjan Marriott International för att driva golfklubben. År 2007 köpte investmentbanken Morgan Stanley en del av CNL Hotels & Resorts, där golfklubben ingick, för 3,13 miljarder dollar plus skulder som översteg köpeskillingen. Fyra år senare tog ett konsortium med fordringsägare och ledd av investmentbolaget Paulson & Co. över flera egendomar från Morgan Stanley, däribland golfklubben, via en exekutiv auktion. De satte bland annat golfklubben under konkursskydd. I februari 2012 köpte Donald Trump golfklubben för 150 miljoner dollar och lät den totalrenoveras fram tills 2016 för ytterligare 250 miljoner dollar.

## Golfbanor

### Nuvarande

#### Blue Monster Golf Course
Golfbanan designades av Gil Hanse med hjälp av golfspelarna Raymond Floyd, Greg Norman och Jerry Pate. Den invigdes 2013. Blue Monster har 18 hål och är cirka 6 812 meter (7 450 yard) lång. Par är 72.

#### Golden Palm Golf Course
Golfbanan designades av Gil Hanse med hjälp av golfspelarna Raymond Floyd, Greg Norman och Jerry Pate. Den invigdes 2015. Golden Palm har 18 hål och är cirka 6 037 meter (6 602 yard) lång. Par är 70.

#### Red Tiger Golf Course
Golfbanan designades av golfspelarna Raymond Floyd, Greg Norman och Jerry Pate. Den invigdes 2014. Red Tiger har 18 hål och är cirka 5 620 meter (6 146 yard) lång. Par är 70.

#### Silver Fox Golf Course
Golfbanan designades av golfinstruktören Jim McLean och golfspelaren Jerry Pate. Den invigdes 2015. Silver Fox har 18 hål och är cirka 6 037 meter (6 602 yard) lång. Par är 71.

#### White Golf Course
Golfbanan designades av golfspelaren Greg Norman och invigdes 2000. White har 18 hål och är cirka 6 557 meter (7 171 yard) lång. Par är 72.

### Tidigare
Källa: 
- Blue Course (föregångaren till Blue Monster)
- Green Course (endast tre hål)
- Red Course (föregångaren till Red Tiger)

## Golfturneringar
Golfklubben har stått som värd för golfturneringar för PGA Tour och WGC Championship. Den har också stått som värd för Liv Golf Invitational Miami i Liv Golf Invitational Series 2022 den 28–30 oktober 2022.